# Verwolde
Verwolde est un hameau situé dans la commune néerlandaise de Lochem, dans la province de Gueldre. Au centre du hameau se trouve le domaine et le manoir du même nom.
Verwolde a été une commune indépendante jusqu'au 22 mai 1854, date de son rattachement à Laren. Elle a ensuite été rattachée à Lochem, ce qui est toujours le cas actuellement.